# Cannabinoide
Els cannabinoides són una classe de compostos químics del grup dels compostos terpenofenòlics que inclouen els fitocannabinoides (compostos d'hidrocarburs aromàtics que es troben en el Cannabis), i compostos químics que imiten les accions de fitocannabinoides o tenen una estructura similar (per exemple, els endocannabinoides, que es troben en els sistemes nerviós i immunitari dels animals i que activen els receptors cannabinoides). El més notable dels cannabinoides és Δ9-tetrahidrocannabinol (compost psicoactiu Δ9-THC-el principal de cànnabis)

## Usos
Els usos mèdics inclouen el tractament de nàusees degudes a la quimioteràpia, espasticitat, i possiblement dolor neuropàtic. Els cannabinoides també són potents estimuladors de la gana, i poden ser prescrits en casos on sigui necessària l'estimulació d'ingesta d'aliments.